# 존 드리오
존 드리오(John D'Leo, 1995년 8월 31일 ~ )는 미국의 배우, 텔레비전 배우이다.
먼마우스군 (뉴저지주)에서 태어났다.

## 방송
- 더 크로싱

## 영화
- 잭 오브 더 레드 하트 (2015년)
- 언브로큰 (2014년) - 어린 피트 역
- 위험한 패밀리 (2013년) - 워렌 블레이크 역
- 원더러스트 (2012년) - 태너 역
- 캅 아웃 (2010년)
- 브룩클린스 파이니스트 (2009년) - 비니 역
- 더 레슬러 (2008년)